# قائمة مترو إفريقيا
تحتوي هذه المقالة قائمة المترو الموجودة في أفريقيا.

## القائمة
| المدينة         | الدولة     | المترو          | قائمة المحطات | الإفتتاح     |
| --------------- | ---------- | --------------- | ------------- | ------------ |
| القاهرة         | مصر        | مترو القاهرة    | القائمة       | 1987         |
| الجزائر العاصمة | الجزائر    | مترو الجزائر    | القائمة       | 2011         |
| أبيدجان         | ساحل العاج | مترو أبيدجان    | القائمة       | مشروع (2017) |
| وهران           | الجزائر    | مترو وهران      | القائمة       | مشروع (2020) |
| الإسكندرية      | مصر        | مترو الإسكندرية | القائمة       | مشروع        |

## مقالات ذات صلة
- قائمة مترو حول العالم

## روابط خارجية
- مترو أفريقيا على موقع UrbanRail.net.